# Nadija Kitjenok
Nadija Viktorivna Kitjenok (ukrainsk: Надія Вікторівна Кіченок, født 20. juli 1992 i Dnipropetrovsk, Ukraine) er en professionel tennisspiller fra Ukraine.